# Emil Hübner
Emil Hübner (Düsseldorf, 7 de julio de 1834-Berlín, 21 de febrero de 1901) fue un epigrafista, arqueólogo e historiador alemán.

## Biografía
Hijo del pintor historicista Julius Hübner, tras estudiar en las universidades de Berlín y Bonn viajó extensamente por Europa para llevar a cabo investigaciones arqueológicas y epigráficas. Motivado por el ambiente artístico familiar y por su propia inclinación al mundo clásico viaja para conocer las tierras del sur de Europa. En otoño de 1851, con 21 años cruza por primera vez los Alpes y a finales de noviembre llega a Roma. Allí es acogido en el Archäologisches Institut y muy especialmente por su secretario, en aquel momento Wilhelm Henzen, con el que se hace pronto muy amigo. Éste le impulsó hacia la epigrafía romana, tema para el cual había recibido una buena base en Bonn. Se habilita en 1859 en la Universidad de Berlín con un trabajo sobre De Senatus Populique romani actis, Leipzig 1859. En 1870, se hace Ordentlicher Professor de Filología Clásica en la misma Universidad de Berlín.En 1860 y 1861 por cuenta de la Berliner Akademie der Wissenschaften viaja a España y Portugal, viajes que se publican con noticias muy pormenorizadas con el título de «Epigraphische Reiseberichte» en los Monatsberichten de la Academia; los estudios arqueológicos se publican en italiano en el Jahrbuch der Römischen Archäologischen Instituts (Annali del Istituto).
Comisionado por el gobierno prusiano para la edición de varios volúmenes del Corpus Inscriptionum Latinarum, a partir de 1860 estuvo largos periodos en la península ibérica recopilando inscripciones epigráficas. En España entabló contacto con estudiosos y académicos, como Eduardo Saavedra o Juan de Dios de la Rada y Delgado, y anticuarios, como Aureliano Fernández-Guerra. También colaboró activamente con la Real Academia de la Historia y tomó parte en proyectos como la creación del Museo Arqueológico Nacional. En 1862 publicó Die antiken Bildwerke in Madrid, primer catálogo de la escultura antigua del Museo del Prado.
En 1870 Hübner fue nombrado catedrático de Filología Clásica en la Universidad Humboldt de Berlín, pero siguió colaborando y manteniendo un activo contacto con estudiosos españoles, como Manuel Gómez-Moreno. Sus publicaciones de temas españoles en las revistas locales podrían indicar una relación más afectiva del mismo hacia los pueblos que le pedían una pequeña dedicatoria (Teruel, Ibahernando, etc.). Y sus múltiples recensiones sobre obras españolas parece que le van atrayendo cada vez más hacia España. Es posible que la muerte de su esposa haya influido también en este sentido. Emil Hübner muere el 21 de febrero de 1901.

## Hübner, contribuciones
La epigrafía fue siempre el centro de sus preocupaciones intelectuales y que tras la publicación en 1869 del vol. II del CIL siguió siempre revisándolo y completándolo:
Inscriptiones Hispaniae Latinae (Vol. II, del Corpus Inscriptionum Latinarum), Berlín 1869, con mapas de Kiepert.
Inscriptiones Hispaniae Latinae, Supplementum Band (al Vol. II del Corpus Inscriptionum latinarum), Berlín 1892.
Su otra gran aportación al conocimiento de la cultura romana en Europa fue la recogida de las inscripciones en Inglaterra:
Inscriptiones Britanniae Latinae (Vol. VII del Corpus Inscriptionum Latinarum), Berlín 1873.
Su principal contribución a la historia de la Antigüedad Tardía, como ya ha quedado apuntado, es la publicación de los dos volúmenes de inscripciones de la España Cristiana, el trabajo sobre las inscripciones cristianas en Portugal y la recogida y la reflexión de las inscripciones cristianas de Inglaterra.

## Obra
Entre su obra epigráfica destaca:
- Inscriptiones Hispaniae Latinae, 1869, Reimer, Berlín, 1869; reimpresión de Gruyter, Berlín, 1974, ISBN 3-11-003187-6 (Corpus Inscriptionum Latinarum, 2). Suplemento, 1892; reimpresión, 1962.
- Inscriptiones Hispaniae Christianae, 1871, 2 tomos, 1871–1900; reimpresión Olms, Hildesheim, 1975, ISBN 3-487-05483-3.
- Inscriptiones Britanniae Latinae, 1873, Reimer, Berlín, 1873; reimpresión, 1996, ISBN 3-11-003194-9 (Corpus Inscriptionum Latinarum, 7).
- Inscriptiones Britanniae Christianae, 1876.
- La Arqueología de España, 1888.
- Monumenta linguae Ibericae, 1893.
- Exempla scripturae epigraphicae Latinae. A Caesaris dictatoris morte ad aetatem Justiniani. Berlín, 1885; reimpresión, 1979, ISBN 3-11-004139-1 (Corpus Inscriptionum Latinarum, Actuarium).

Hübner también escribió dos manuales para el estudiante de clásicas: 
- Grundriss zu Vorlesungen über die römische Literaturgeschichte, Weidmann, Berlín, 1876; 2.ª ed., Hertz, Berlín, 1889; reimpresión Olms, Hildesheim, 1973, ISBN 3-487-04737-3.
- Bibliographie der classischen Altertumswissenschaft (2.ª ed., 1889).

Otras obras suyas de importancia son:
- De senatus populisque Romani actis, Teubner, Leipzig, 1859 (tesis doctoral).
- Die antiken Bildwerke in Madrid, Berlín, 1862.
- Exempla Scripturae Epigraphicae Latinae, 1885.
- Römische Herrschaft in Westeuropa, 1890.
- Romische Epigraphik (2.ª ed., 1892).